# Grégory Vignal
Grégory Vignal (Montpellier, 19 de julho de 1981) é um futebolista francês que atua como zagueiro, e atualmente atua no Birmingham City.